# Nepolisy
Nepolisy (deutsch Nepolis) ist eine Gemeinde Okres Hradec Králové in Tschechien.

## Geographie
Nepolisy ist rund 18 Kilometer von Hradec Králové entfernt. An Nepolisy grenzende Orte sind Lužec nad Cidlinou, Nový Bydžov, Zachrašťany, Mlékosrby, Nové Město nad Cidlinou, Chlumec nad Cidlinou und Lišice.
Die Bebauung des Dorfs ist zum größten Teil von Einfamilienhäusern geprägt. Durch die Ortsteile Nepolisy und Zadražany verläuft vertikal eine Landstraße. Der Ortsteil Luková ist mit einem einfachen Bahnhof an das Schienennetz angebunden. Im Süden des Gemeindegebiets befindet sich eine Radaranlage, die vom tschechischen Militär betrieben wird.

## Geschichte
Die frühesten Hinweise für die Besiedlung des heutigen Gemeindegebiets stammen aus dem 1. bis zum 4. Jahrhundert nach Christus. Der Ort Nepolisy wurde 1299 erstmals unter dem Namen „Lepolisy“ urkundlich erwähnt.

## Ortsteile
- Nepolisy (deutsch Nepolis)
- Zadražany (deutsch Sadraschan)
- Luková (deutsch Lukowa)

## Bevölkerungsentwicklung
| Jahr      | 1869 | 1880 | 1890 | 1900 | 1910 | 1921 | 1930 | 1950 | 1961 | 1970 | 1980 | 1991 | 2001 | 2011 | 2021 |
| --------- | ---- | ---- | ---- | ---- | ---- | ---- | ---- | ---- | ---- | ---- | ---- | ---- | ---- | ---- | ---- |
| Einwohner | 1066 | 1169 | 1163 | 1220 | 1342 | 1291 | 1330 | 1055 | 1096 | 1014 | 936  | 848  | 838  | 959  | 956  |

## Sehenswürdigkeiten
- Maria-Magdalena-Kirche
- Weltkriegsdenkmal

## Persönlichkeiten
- Julius Bous (1878–1944), Maler
- Josef Černý (1885–1971), Politiker
- Marie Kšajtová (* 1937), Redakteurin, Drehbuchautorin, Dramaturgin und Autorin

## Galerie

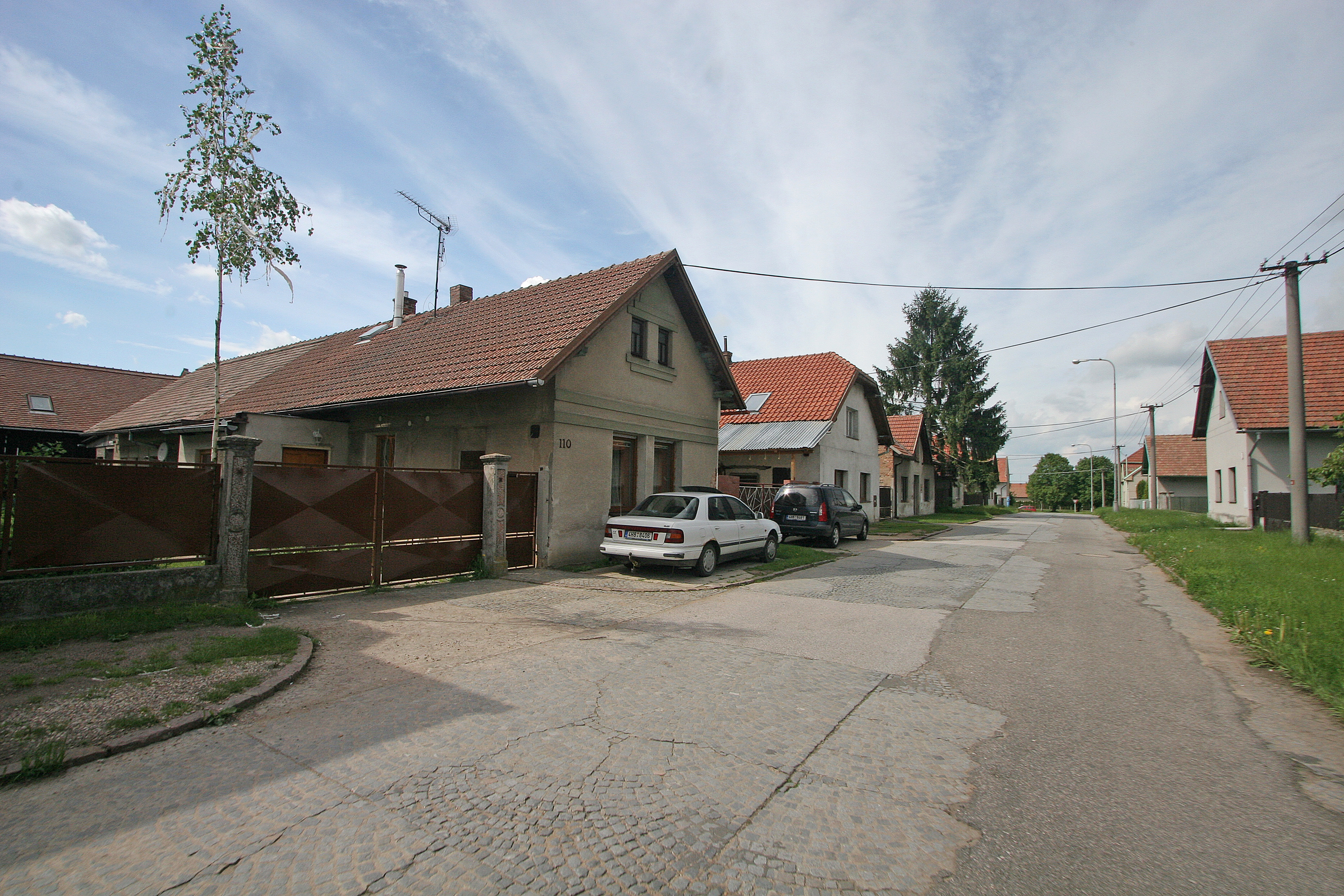
Straße in Nepolisy
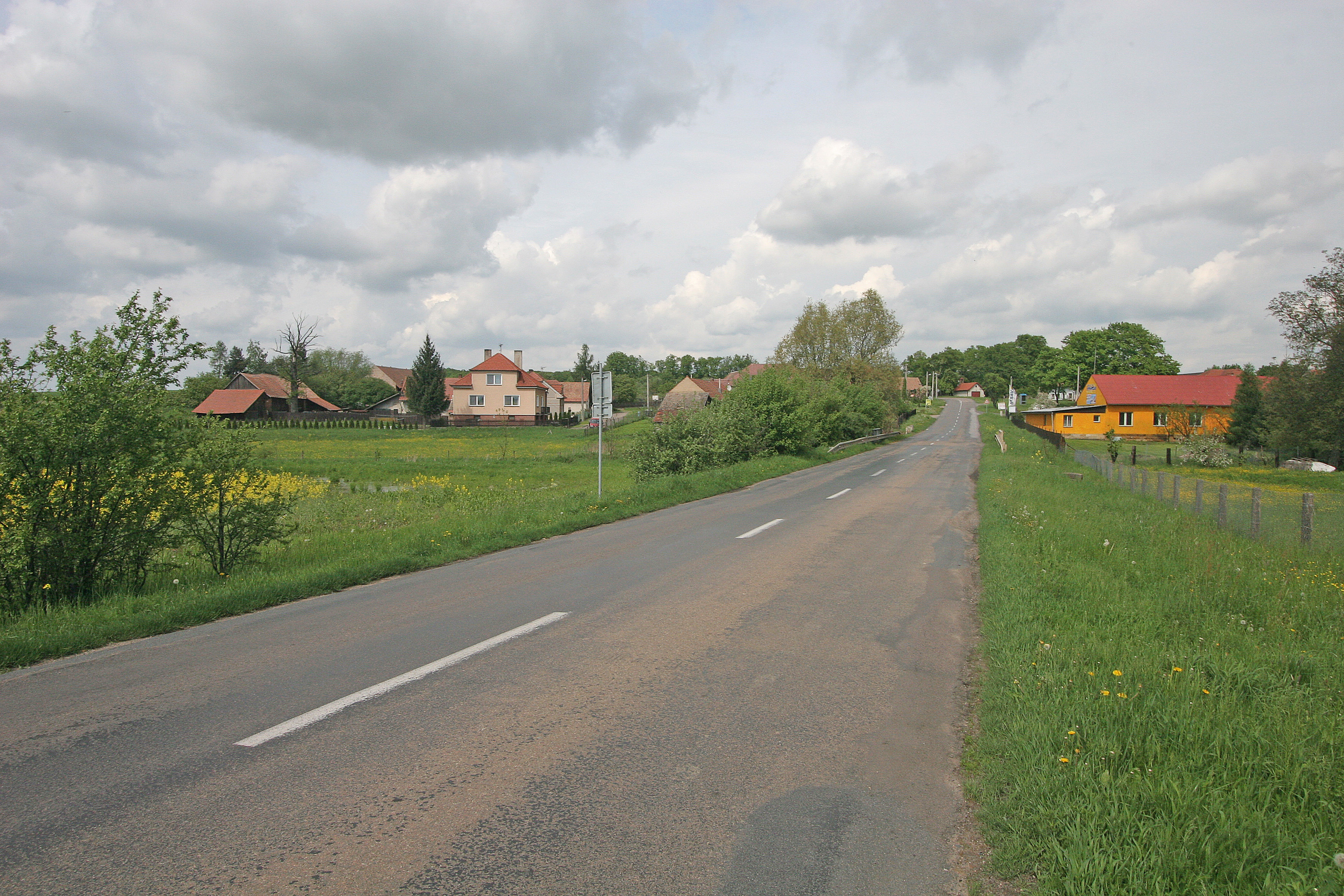
Ortsteil Zadražany
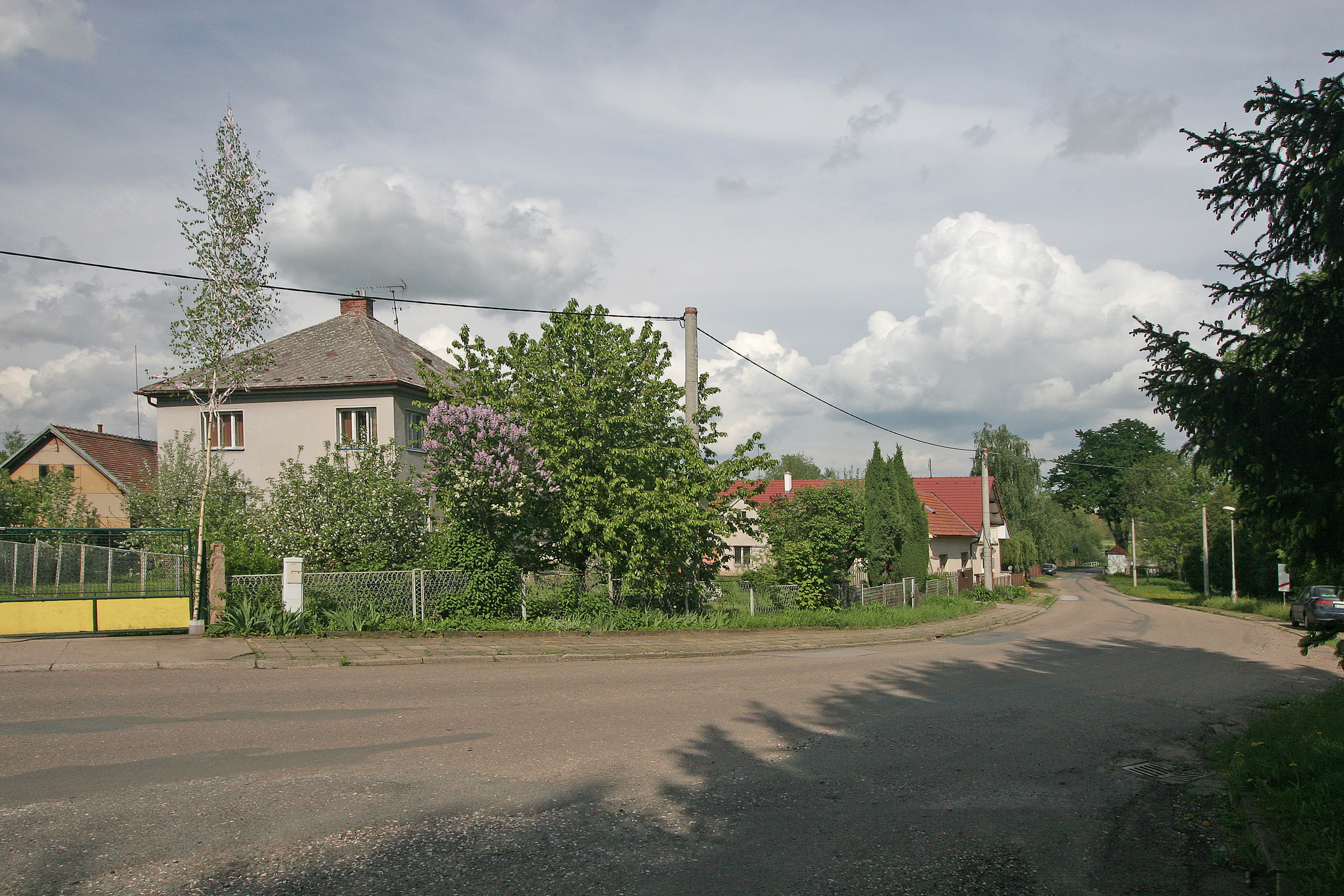
Ortsteil Luková
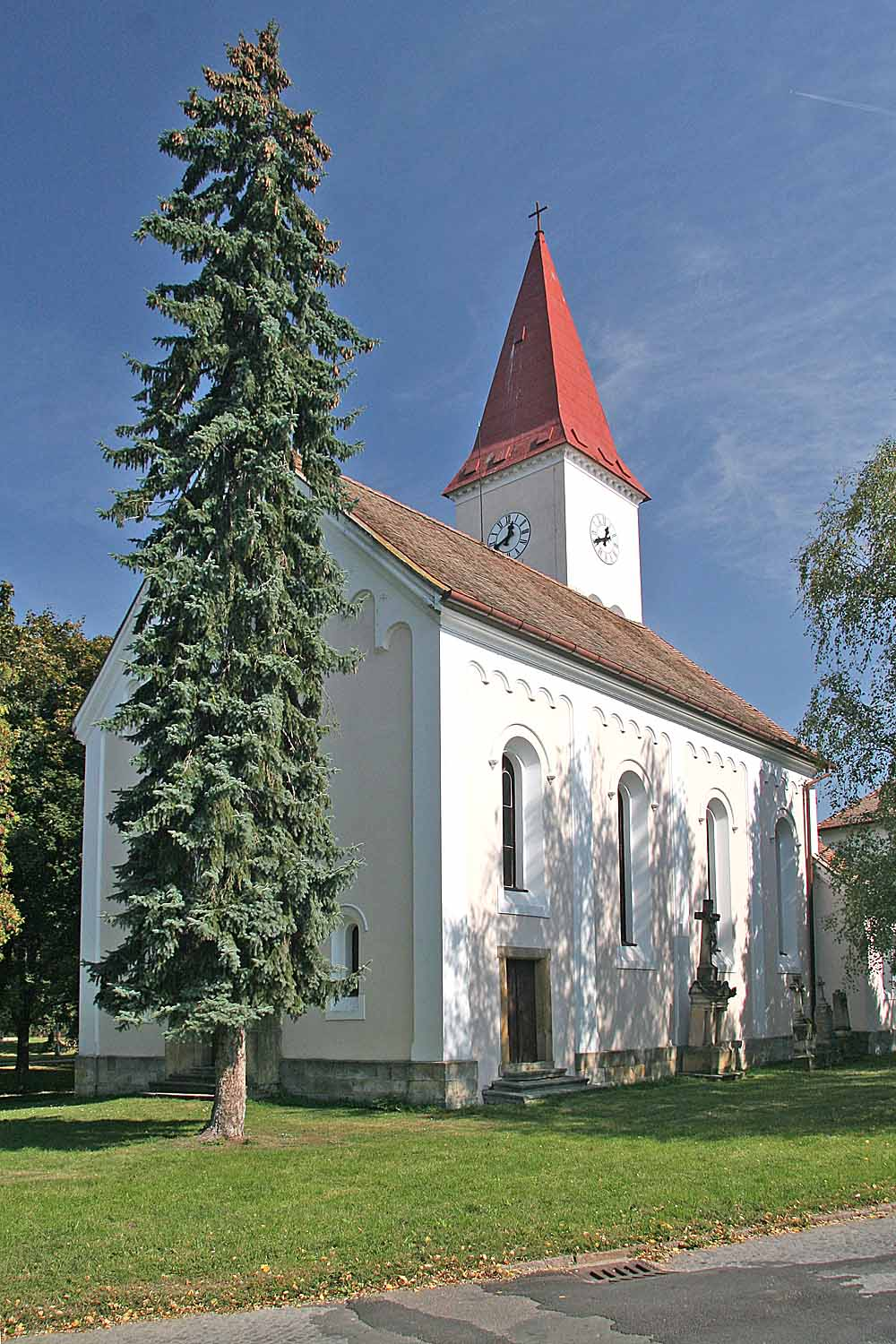
Maria-Magdalena-Kirche
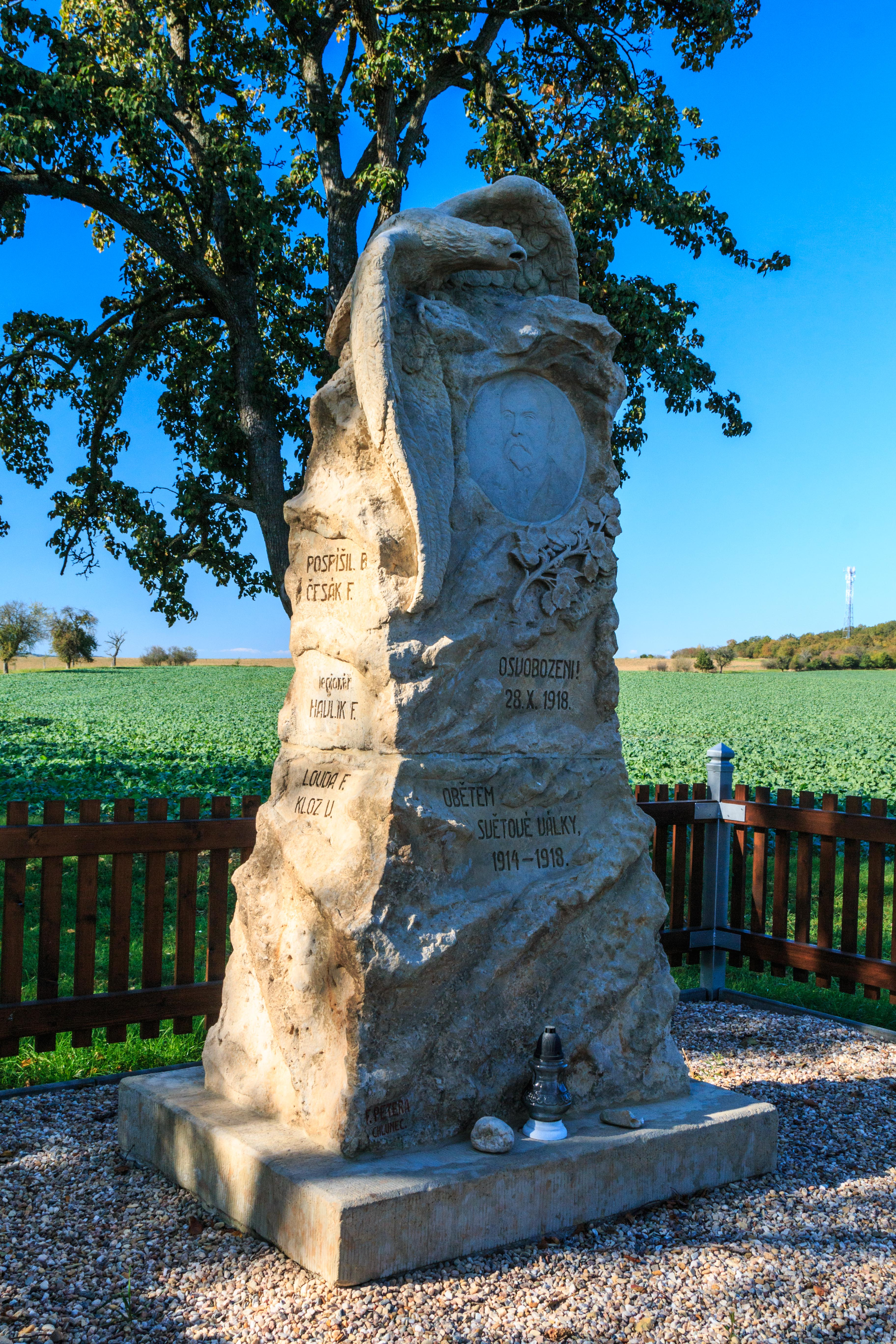
Weltkriegsdenkmal
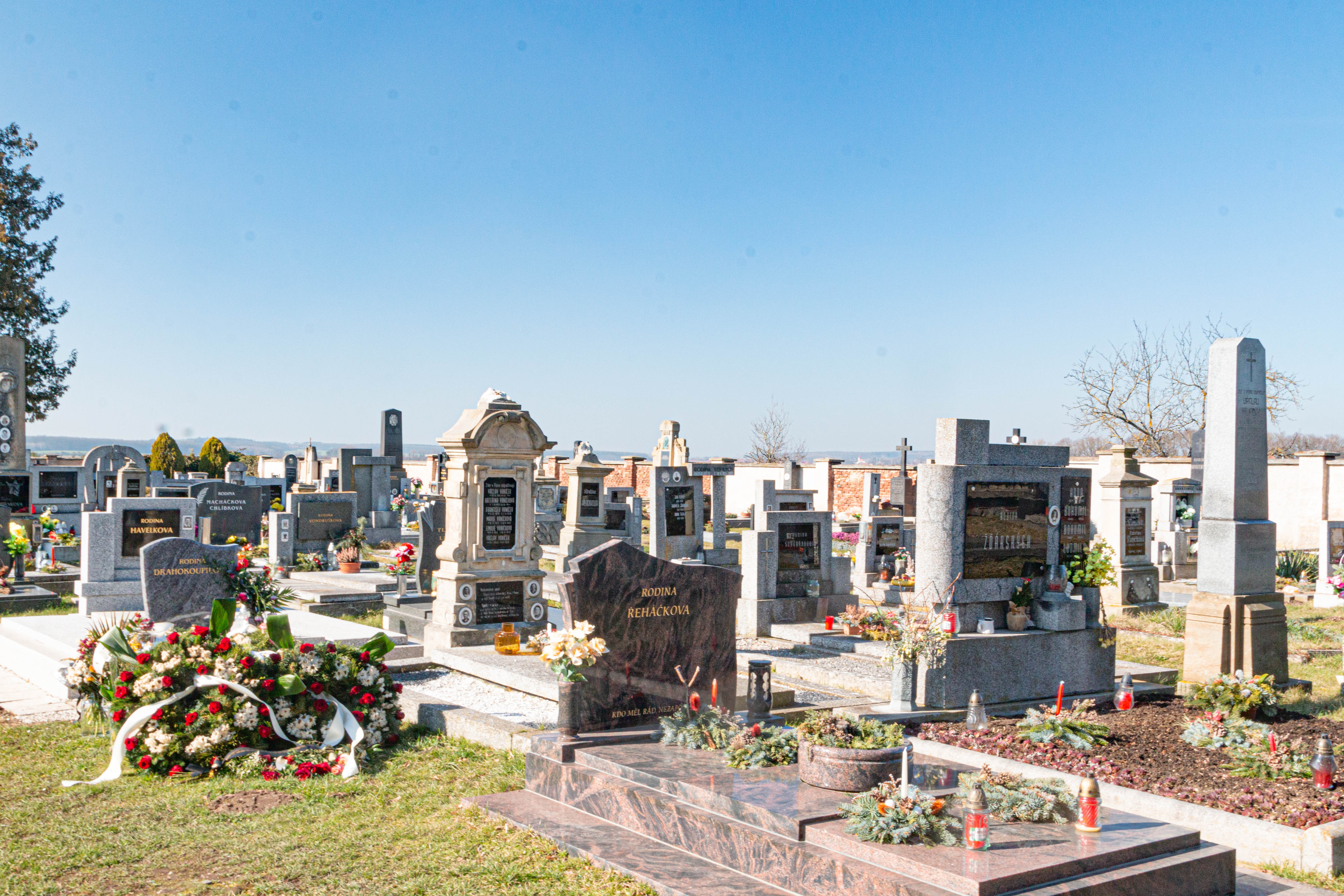
Friedhof
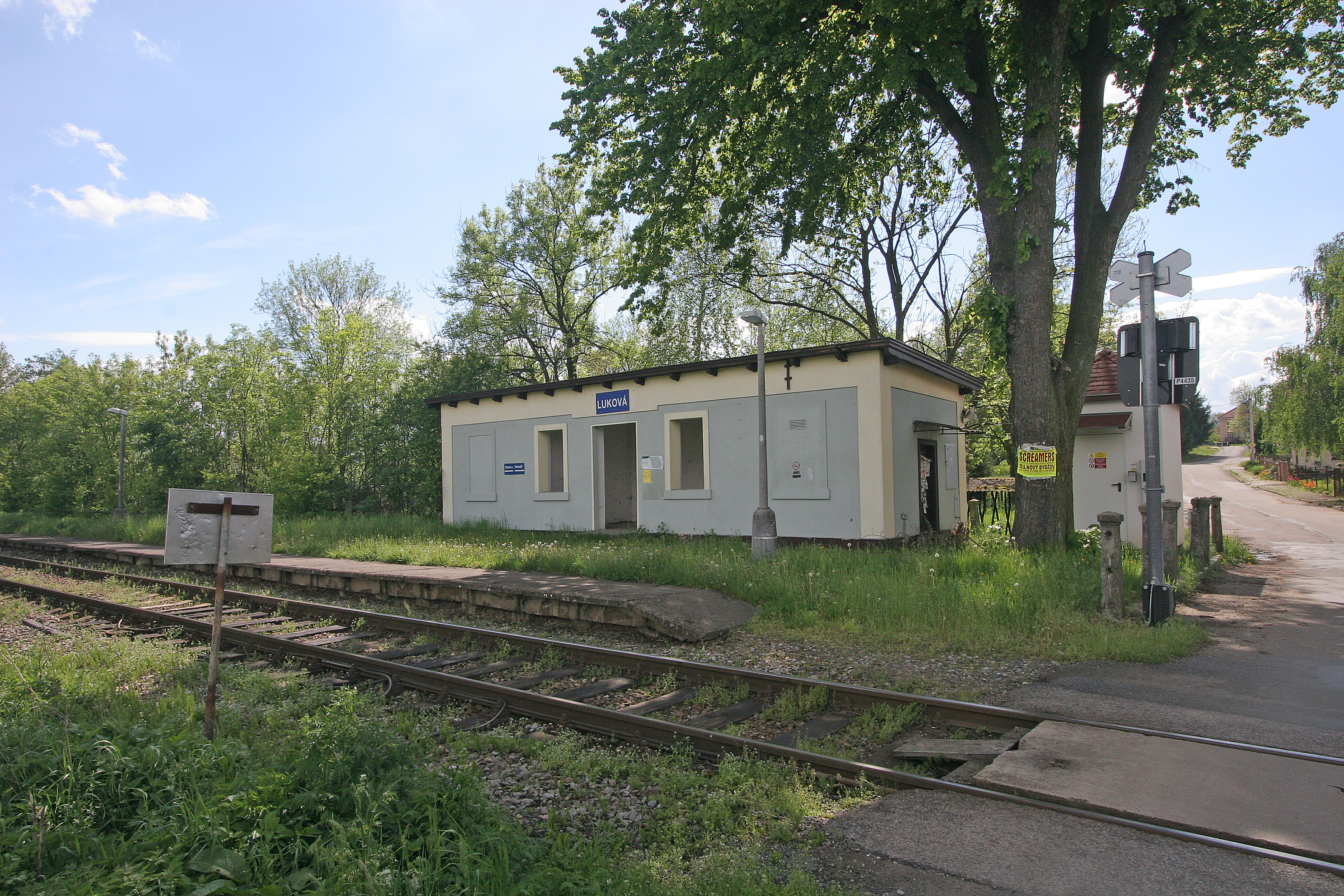
Bahnhof Luková